# Hauptstrasse 248
Die Hauptstrasse 248 ist eine Hauptstrasse und eine Kantonsstrasse in den Schweizer Kantonen Jura und Bern.

## Verlauf
Die 26 Kilometer lange Strasse führt von der Brücke über den Doubs bei Goumois im Kanton Jura über das Hochplateau der Freiberge nach Tavannes im Berner Jura, wo sie im Birstal auf die Hauptstrasse 6 trifft, die in diesem Abschnitt auch der Hauptstrasse 30 entspricht.
Der steile erste Teil überwindet die 500 Meter hohe östliche Talflanke über dem Doubs. Das Gebiet um Goumois bildete im Ancien Régime die Herrschaft Franquemont; die Hauptstrasse 248 kommt in der Nähe der Burgruine von Franquemont vorbei und kreuzt den historischen Fussweg an den Doubs. Seit 2009 ist das Dorf Goumois ein Teil der Gemeinde Saignelégier.
In Saignelégier quert die Strasse bei zwei Kreiseln in der Nähe der katholischen Kirche Mariä Himmelfahrt die Hauptstrasse 18. Darauf quert sie bei einem Bahnübergang die Strecke Saignelégier–Glovelier und führt an der Pferderennbahn von Saignelégier vorbei, auf der jeweils die Wettkämpfe des Marché-Concours national de chevaux ausgetragen werden.
Danach passiert sie die bedeutende Naturlandschaft der Freiberge und überquert die Kantonsgrenze. Bei Tramelan mündet in der Nähe des Bahnhofes Les Reussilles und nach dem Niveauübergang mit der Bahnstrecke Tavannes–Noirmont die Hauptstrasse 248.1 von Süden in sie ein. Der lange Strassenzug durch die Ortschaft Tramelan heisst Grand Rue, deutsch «Hauptstrasse». Nach der Ortsausfahrt folgt die Strasse dem Tal der Trame in östlicher Richtung und kreuzt bei der Siedlung Orange nochmals die Tavannes–Noirmont-Strecke. Am westlichen Rand von Tavannes zweigt im Tal La Chavonne der Autobahnzubringer 17 zur Autobahn 16 ab, und im Zentrum von Tavannes mündet die Hauptstrasse 248 in die Hauptstrasse 6, die in der Ortschaft Rue de Pierre-Pertuis und Grand Rue heisst.

## Verkehr
Über die Hauptstrasse 248 verkehrt die Postautolinie 22.132 Tramelan–Saignelégier–Goumois.
Mehrere Strassenabschnitte dienen zugleich auch als Teile überregionaler Radwanderwege. Gemäss dem Streckennetz von SchweizMobil benützen die nationale Veloroute 7 – Jura-Route – den Abschnitt von Saignelégier nach La Theurre in der Nähe des Étang de la Gruère, die Veloroute 23 die Strecke von La Chaux-de-Tramelan zum Bahnhof les Reussilles und  die Veloroute 54 den Abschnitt Tramelan–Moulin Brulé.

## Naturlandschaft
Die Hauptstrasse 248 durchquert bedeutende Naturgebiete. Zwischen Saignelégier und Tramelan passiert sie die Naturschutzgebiete am Étang des Royes und am Étang de la Gruère, die grosse Moorlandschaften und Amphibienlaichgebiete von nationaler Bedeutung umfassen. Das von der Strasse durchquerte Waldgebiet beim Étang de la Gruère ist im Bundesinventar der Moorlandschaften von besonderer Schönheit und von nationaler Bedeutung aufgeführt.
Der Flussraum des Doubs bei Goumois liegt im Landschaftsschutzgebiet Vallée du Doubs (deutsch «Tal des Doubs») und die Region zwischen Saignelégier und Tramelan im Landschaftsschutzgebiet Franches-Montagnes (deutsch «Freiberge»), die beide im Bundesinventar der Landschaften und Naturdenkmäler von nationaler Bedeutung (BLN) aufgeführt sind.